# منتخب تيمور الشرقية تحت 23 سنة لكرة القدم
منتخب تيمور الشرقية تحت 23 سنة لكرة القدم هو ممثل تيمور الشرقية الرسمي في المنافسات الدولية في كرة القدم في فئة كرة قدم تحت 23 سنة للرجال، يديريه اتحاد تيمور الشرقية لكرة القدم.

## سجل المنافسة

### سجل الألعاب الأولمبية
| سجل الألعاب الأولمبية الصيفية | سجل الألعاب الأولمبية الصيفية | سجل الألعاب الأولمبية الصيفية | سجل الألعاب الأولمبية الصيفية | سجل الألعاب الأولمبية الصيفية | سجل الألعاب الأولمبية الصيفية | سجل الألعاب الأولمبية الصيفية | سجل الألعاب الأولمبية الصيفية | سجل الألعاب الأولمبية الصيفية |
| السنة                         | النتيجة                       | المركز                        | لعب                           | فاز                           | تعادل                         | خسر                           | له                            | عليه                          |
| ----------------------------- | ----------------------------- | ----------------------------- | ----------------------------- | ----------------------------- | ----------------------------- | ----------------------------- | ----------------------------- | ----------------------------- |
| 2004                          | لم يتأهل                      | لم يتأهل                      | لم يتأهل                      | لم يتأهل                      | لم يتأهل                      | لم يتأهل                      | لم يتأهل                      | لم يتأهل                      |
| 2008                          | لم يتأهل                      | لم يتأهل                      | لم يتأهل                      | لم يتأهل                      | لم يتأهل                      | لم يتأهل                      | لم يتأهل                      | لم يتأهل                      |
| 2012                          | لم يشارك                      | لم يشارك                      | لم يشارك                      | لم يشارك                      | لم يشارك                      | لم يشارك                      | لم يشارك                      | لم يشارك                      |
| 2016                          | لم يتأهل                      | لم يتأهل                      | لم يتأهل                      | لم يتأهل                      | لم يتأهل                      | لم يتأهل                      | لم يتأهل                      | لم يتأهل                      |
| 2020                          | سوف يتم تحديدها               | سوف يتم تحديدها               | سوف يتم تحديدها               | سوف يتم تحديدها               | سوف يتم تحديدها               | سوف يتم تحديدها               | سوف يتم تحديدها               | سوف يتم تحديدها               |
| 2024                          | سوف يتم تحديدها               | سوف يتم تحديدها               | سوف يتم تحديدها               | سوف يتم تحديدها               | سوف يتم تحديدها               | سوف يتم تحديدها               | سوف يتم تحديدها               | سوف يتم تحديدها               |
| 2028                          | سوف يتم تحديدها               | سوف يتم تحديدها               | سوف يتم تحديدها               | سوف يتم تحديدها               | سوف يتم تحديدها               | سوف يتم تحديدها               | سوف يتم تحديدها               | سوف يتم تحديدها               |
| الاجمالي                      |                               | 0 / 4                         |                               |                               |                               |                               |                               |                               |

### سجل الألعاب الآسيوية
(Under-23 Team since 2002)
| الألعاب الآسيوية | الألعاب الآسيوية | الألعاب الآسيوية | الألعاب الآسيوية | الألعاب الآسيوية | الألعاب الآسيوية | الألعاب الآسيوية | الألعاب الآسيوية | الألعاب الآسيوية |
| السنة            | الجولة           | Placing          | لعب              | فاز              | تعادل            | خسر              | له               | عليه             |
| ---------------- | ---------------- | ---------------- | ---------------- | ---------------- | ---------------- | ---------------- | ---------------- | ---------------- |
| 2002             | لم يشارك         | لم يشارك         | لم يشارك         | لم يشارك         | لم يشارك         | لم يشارك         | لم يشارك         | لم يشارك         |
| 2006 ‏            | لم يشارك         | لم يشارك         | لم يشارك         | لم يشارك         | لم يشارك         | لم يشارك         | لم يشارك         | لم يشارك         |
| 2010             | لم يشارك         | لم يشارك         | لم يشارك         | لم يشارك         | لم يشارك         | لم يشارك         | لم يشارك         | لم يشارك         |
| 2014             | الجولة 1         | 28th             | 3                | 0                | 0                | 3                | 2                | 13               |
| 2018             | الجولة 1         | 24th             | 3                | 0                | 0                | 3                | 3                | 15               |
| الاجمالي         | Best: Round 1    | 24th             | 6                | 0                | 0                | 6                | 5                | 28               |

### سجل بطولة آسيا تحت 23 سنة
| بطولة آسيا تحت 23 عاما | بطولة آسيا تحت 23 عاما | بطولة آسيا تحت 23 عاما | بطولة آسيا تحت 23 عاما | بطولة آسيا تحت 23 عاما | بطولة آسيا تحت 23 عاما | بطولة آسيا تحت 23 عاما | بطولة آسيا تحت 23 عاما |
| السنة                  | الجولة                 | لعب                    | فاز                    | تعادل                  | خسر                    | له                     | عليه                   |
| ---------------------- | ---------------------- | ---------------------- | ---------------------- | ---------------------- | ---------------------- | ---------------------- | ---------------------- |
| 2013                   | لم يتأهل               | لم يتأهل               | لم يتأهل               | لم يتأهل               | لم يتأهل               | لم يتأهل               | لم يتأهل               |
| 2016                   | لم يتأهل               | لم يتأهل               | لم يتأهل               | لم يتأهل               | لم يتأهل               | لم يتأهل               | لم يتأهل               |
| 2018                   | لم يتأهل               | لم يتأهل               | لم يتأهل               | لم يتأهل               | لم يتأهل               | لم يتأهل               | لم يتأهل               |
| 2020                   | لم يتأهل               | لم يتأهل               | لم يتأهل               | لم يتأهل               | لم يتأهل               | لم يتأهل               | لم يتأهل               |
| الاجمالي               | 0/4                    | 0                      | 0                      | 0                      | 0                      | 0                      | 0                      |

### SEA Games Record
(Under-23 Team since 2001)
| دورة ألعاب جنوب شرق آسيا | دورة ألعاب جنوب شرق آسيا | دورة ألعاب جنوب شرق آسيا | دورة ألعاب جنوب شرق آسيا | دورة ألعاب جنوب شرق آسيا | دورة ألعاب جنوب شرق آسيا | دورة ألعاب جنوب شرق آسيا | دورة ألعاب جنوب شرق آسيا |
| السنة                    | الجولة                   | لعب                      | فاز                      | تعادل                    | خسر                      | له                       | عليه                     |
| ------------------------ | ------------------------ | ------------------------ | ------------------------ | ------------------------ | ------------------------ | ------------------------ | ------------------------ |
| 2005                     | لم يشارك                 | لم يشارك                 | لم يشارك                 | لم يشارك                 | لم يشارك                 | لم يشارك                 | لم يشارك                 |
| 2007                     | لم يشارك                 | لم يشارك                 | لم يشارك                 | لم يشارك                 | لم يشارك                 | لم يشارك                 | لم يشارك                 |
| 2009                     | مرحلة المجموعات          | 4                        | 0                        | 0                        | 4                        | 1                        | 28                       |
| 2011                     | مرحلة المجموعات          | 5                        | 2                        | 0                        | 3                        | 4                        | 8                        |
| 2013                     | مرحلة المجموعات          | 4                        | 1                        | 1                        | 2                        | 5                        | 8                        |
| 2015                     | مرحلة المجموعات          | 5                        | 1                        | 0                        | 4                        | 4                        | 10                       |
| 2017                     | مرحلة المجموعات          | 5                        | 1                        | 0                        | 4                        | 2                        | 8                        |
| 2019                     | [سيتم تحديدها]           | -                        | -                        | -                        | -                        | -                        | -                        |
| الاجمالي                 | Best: مرحلة المجموعات    | 23                       | 5                        | 1                        | 17                       | 16                       | 62                       |

### سجل بطولة اتحاد آسيان تحت 23 سنة للشباب
| ASEAN Under-23 | ASEAN Under-23        | ASEAN Under-23        | ASEAN Under-23        | ASEAN Under-23        | ASEAN Under-23        | ASEAN Under-23        | ASEAN Under-23        |
| السنة          | الجولة                | لعب                   | فاز                   | تعادل                 | خسر                   | له                    | عليه                  |
| -------------- | --------------------- | --------------------- | --------------------- | --------------------- | --------------------- | --------------------- | --------------------- |
| 2005           | مرحلة المجموعات       | 3                     | 0                     | 0                     | 3                     | 1                     | 14                    |
| 2011           | Competition Cancelled | Competition Cancelled | Competition Cancelled | Competition Cancelled | Competition Cancelled | Competition Cancelled | Competition Cancelled |
| الاجمالي       | Best: مرحلة المجموعات | 3                     | 0                     | 0                     | 3                     | 1                     | 14                    |